# راس هاوارد
راس هاوارد (انگلیسی: Russ Howard؛ زادهٔ ۱۹ فوریهٔ ۱۹۵۶) ورزشکار کرلینگ اهل کانادا است. راس هاوارد به عنوان یکی از بازیکنان برجسته کرلینگ در تاریخ این ورزش شناخته شده است. هاوارد در طول حرفه خود به عنوان سوم و دوم در تیم‌های مختلف کرلینگ شرکت کرده است و در سال ۲۰۰۶ به همراه تیمش در المپیک زمستانی تورین به مدال طلا دست یافت. همچنین او به عنوان یک داور کرلینگ هم فعالیت کرده است.